# Aarup Mølle
Aarup Mølle er en hollandsk vindmølle der ligger i Aarup på Fyn. Den blev oprindelig opført på en nærliggende lokalitet, Rokkebjerg i 1875 og flyttet til sin nuværende placering i 1894. Møllen var i brug indtil 1960. I forbindelse med møllen lå der tidligere en bygning der fungerede som bageri. Bageriet fortsatte en tid efter mølleriet stoppede, men i dag eksisterer bygningen ikke mere.
Møllen havde brødudsalg i de omkringliggende landsbyer, bl.a. Hjerup og Ørsbjerg. Der blev ugentligt kørt brød ud fra møllebageriet. Møllen malede desuden mel til bl.a. bageren i Aarup. Den er blevet restaureret løbende siden 1990'erne, fortrinsvis for private midler og tilskud fra fonde.